# گاتی‌فلوکساسین
گاتی‌فلوکساسین(به انگلیسی: Gatifloxacin) (با نام‌های تجاری Gatiflo, Tequin و Zymar) یک آنتی بیوتیک از نسل چهارم خانواده فلوروکینولون است،  که مانند دیگر اعضای این خانواده، آنزیم دی‌ان‌ای ژیراز و Topoisomerase IV باکتری را مهار می‌کند. 
این دارو در سال ۱۹۸۶ ثبت اختراع شد و در سال ۱۹۹۹ برای استفاده پزشکی به تایید رسید.